# زاوية سيدي بلعموري
زاوية سيدي بلعموري أو زاوية سيدي محمد بن سعد أو زاوية الحجرة الزرقاء هي إحدى الزوايا في الجزائر الواقعة في بلدية الحجرة الزرقاء بدائرة برج أوخريص ضمن ولاية البويرة، والتابعة لمنهاج الطريقة الرحمانية في منطقة القبائل ضمن الجزائر.

## المؤسس
مؤسس زاوية الحجرة الزرقاء هو الشيخ «النذير بن يوسف» بتكليف من شيخه «سيدي محمد بن سعد بلعموري» (1835م-1920م) في منطقة القبائل وعروش زواوة خلال القرن الخامس عشر الميلادي.
فتم هذا التأسيس في منطقة الحجرة الزرقاء خلال عام 1895م حينما كان يبلغ الشيخ «سيدي محمد بن سعد بلعموري» 60 عاما من العمر، وبناء هذه الزاوية العلمية يوجد في منطقة جنوب جبال جرجرة وجبال الخشنة وجبل بوزقزة.

## المعمار
كانت زاوية سيدي بلعموري في عهد مؤسسها الشيخ «سيدي بلعموري» مبنية جدرانها بطوب تقليدي.
وتم بعد ذلك إجراء ترميمات وتعديلات وتوسيعات عليها وفق النمط الحديث.

## المرافق
تضم زاوية سيدي بلعموري عدّة مرافق، أهمّها:
1. مسجد القرآن.
2. مسجد الصلاة.
3. مسجد الدروس.
4. بيوت الطلبة.
5. مخازن الحبوب.
6. مخازن الزيوت.
7. قاعات الإطعام.
8. سكنات لإقامة الزائرين.
9. مسكن شيخ الزاوية.

## عدد الطلبة
يبلغ عدد الطلبة الذين يدرسون في زاوية سيدي بلعموري ما بين 100 إلى 150 طالب قرآن حاليا.
ومعظم شيوخ الزوايا القريبة منها مع الأئمة والمؤذنين والقيِّمين قد درسوا بها.
ولقد كانت الزاوية صرحا شامخا ومنارا يرجع إليه أهل القرية لحل قضاياهم العالقة خصوصا فيما يتعلق بإصلاح ذات البين.

## النضال الاستقلالي الوطني
كانت «زاوية سيدي بلعموري» في الحجرة الزرقاء أحد معاقل الحركة الوطنية الجزائرية داخل منطقة القبائل وعروش زواوة.
وقد تم توقيف نشاطها بعد اندلاع ثورة التحرير الجزائرية حينما تم إغلاق الزاوية من طرف الاحتلال الفرنسي للجزائر الذي دمرها عن آخرها سنة 1956م مباشرة بعد انعقاد مؤتمر الصومام.
فما كان من أغلب الطلبة إلا الالتحاق بصفوف الثورة التحريرية الجزائرية كمجاهدين وقضاة شرعيين.

## شيوخ الزاوية
| رقم | الشيخ                        | البداية | النهاية |
| --- | ---------------------------- | ------- | ------- |
| 01  | محمد بن سعد بلعموري          | 1895م   | 1920م   |
| 02  | النذير بن يوسف بن محمد حماني | 1920م   | 1950م   |
| 03  | محمد بن يوسف حماني           | 1950م   | 2010م   |
| 04  | نذير بن يوسف حماني           | 2010م   | 2017م   |

## مكتبة الصور

بلدية الحجرة الزرقاء في دائرة برج أوخريص
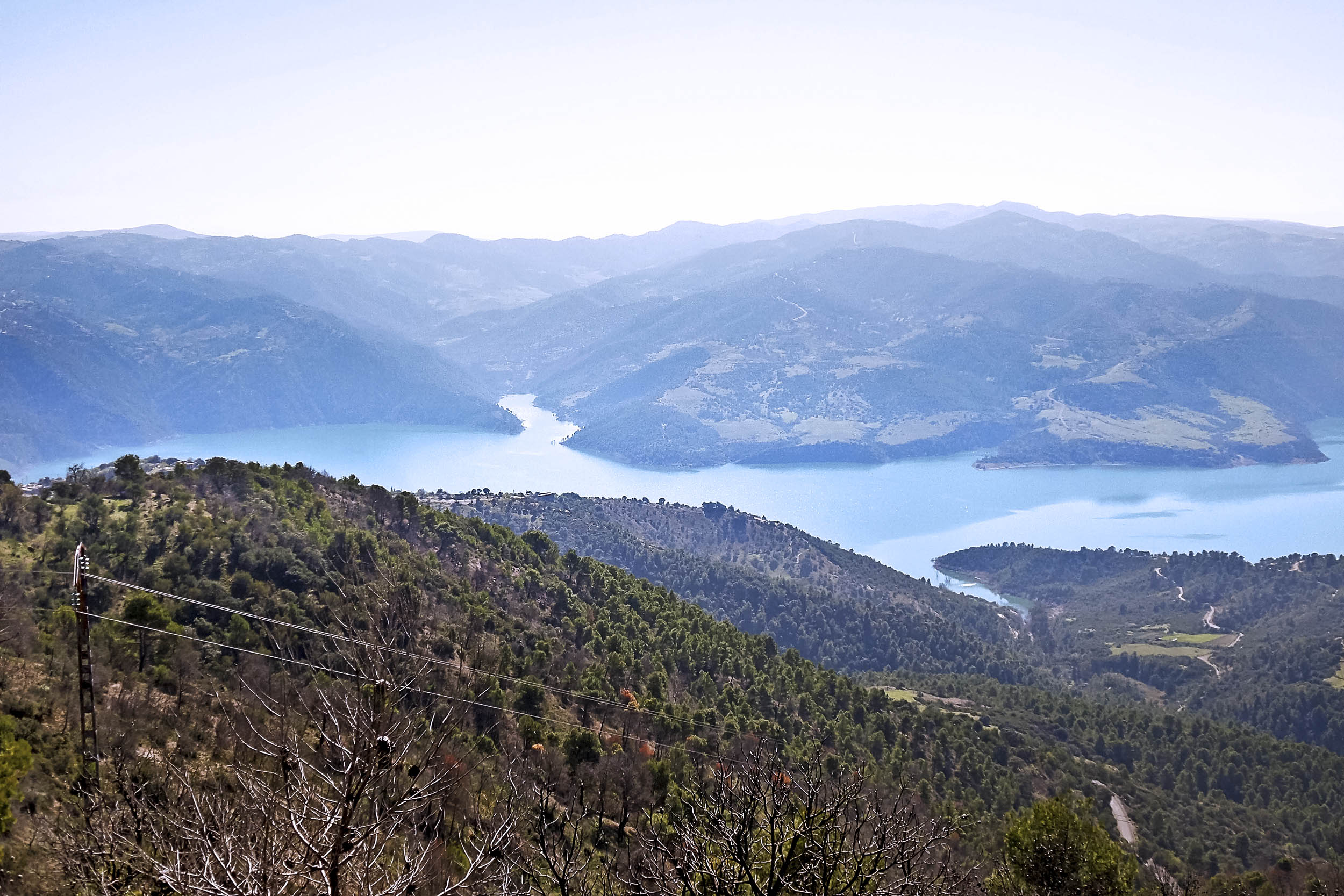
سد كدية أسردون قرب الحجرة الزرقاء
الحجرة الزرقاء في دائرة برج أوخريص
الحجرة الزرقاء جنوب جبل بوزقزة
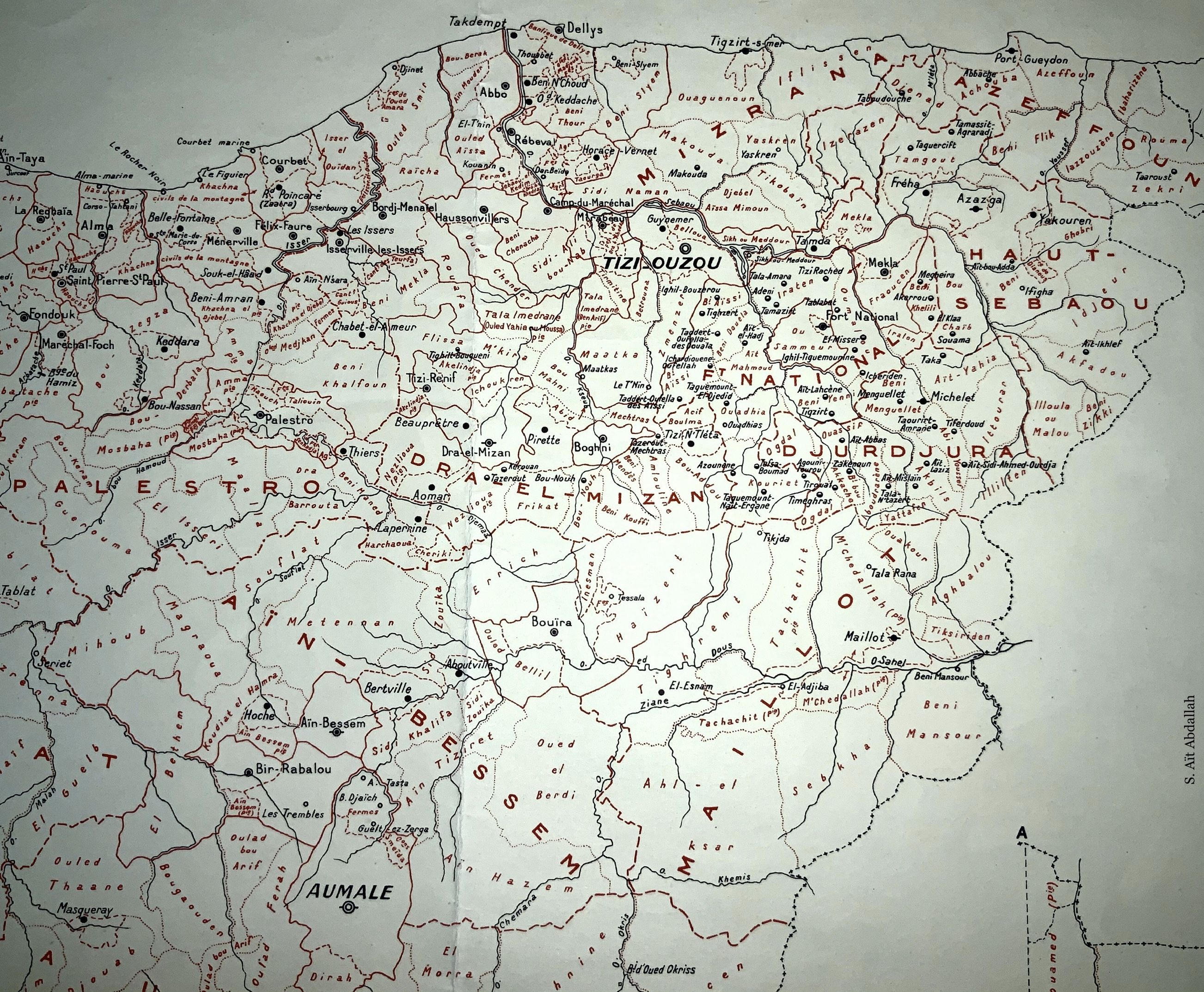
منطقة القبائل
الخريطة التاريخية لبلاد زواوة
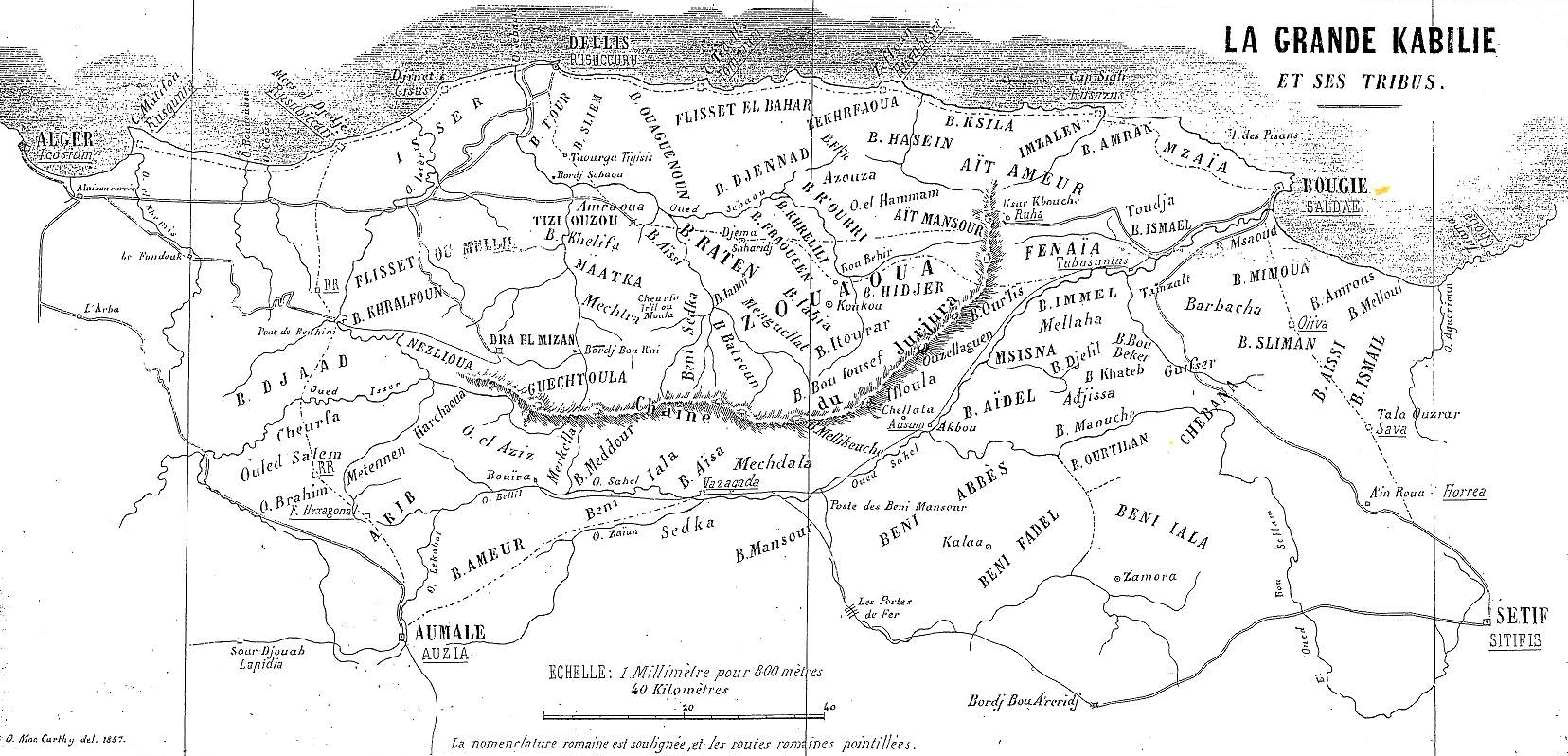
خريطة منطقة القبائل
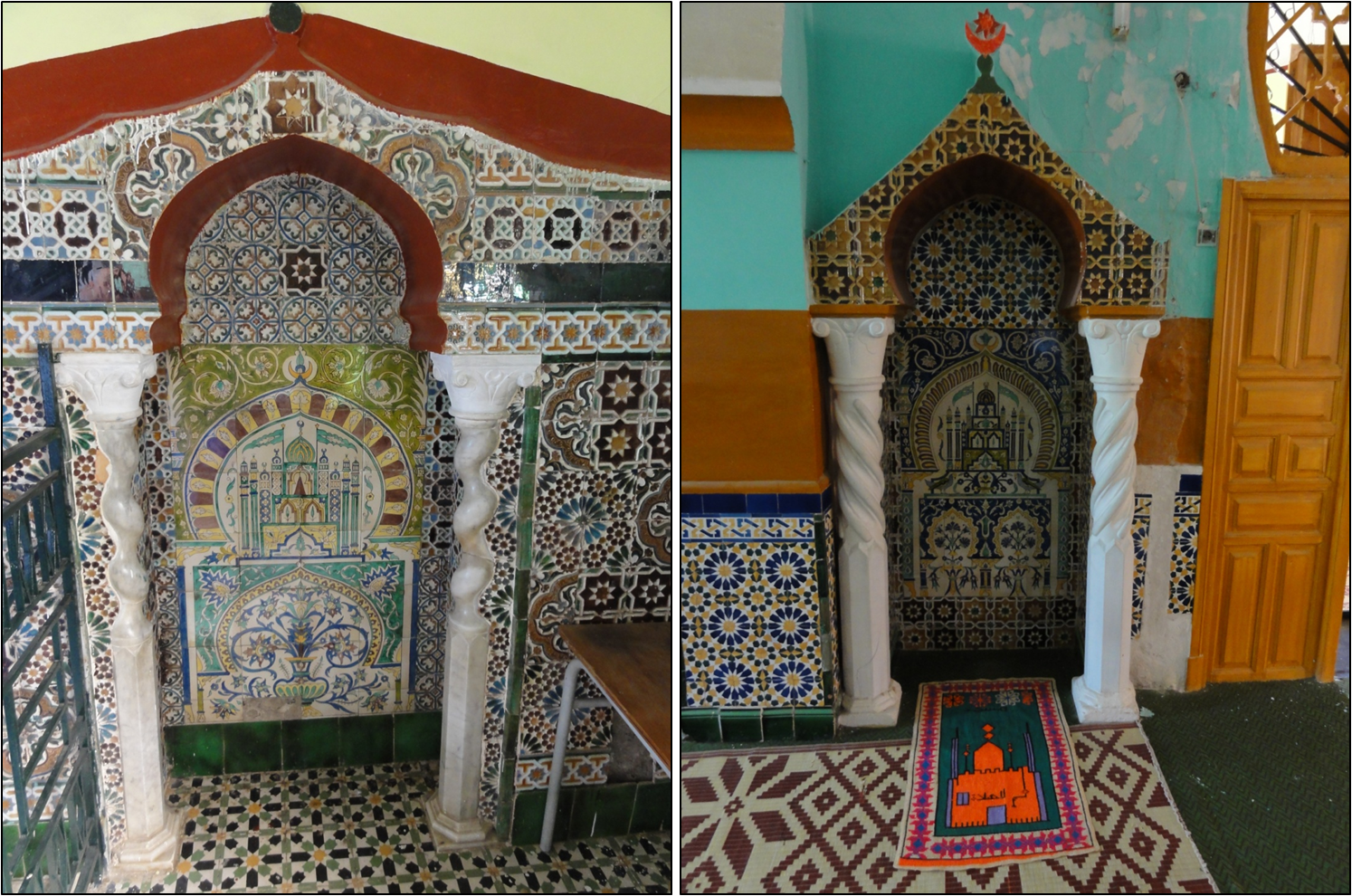
زاوية بونوح
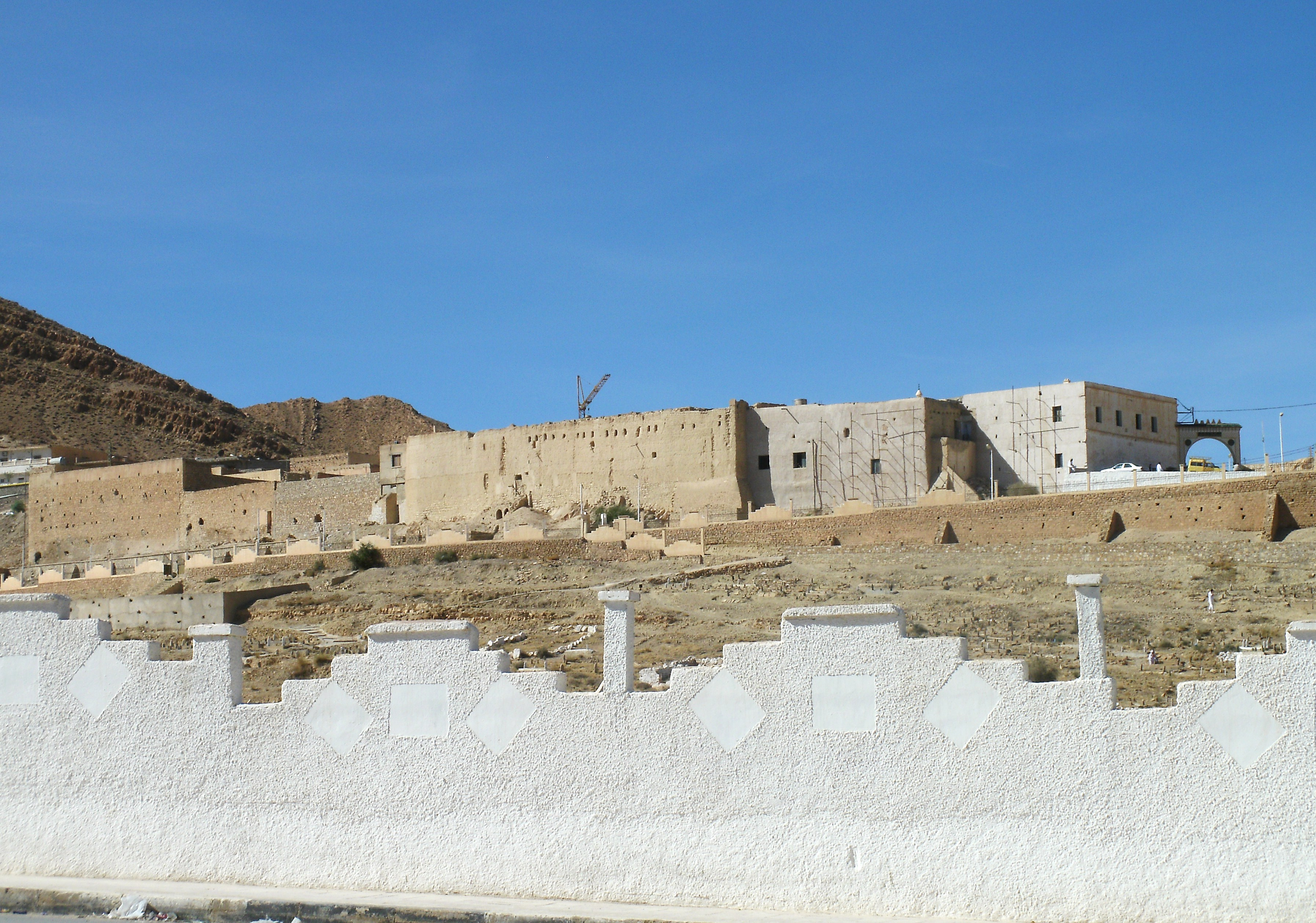
زاوية الهامل

## الموقع
تقع «زاوية سيدي بلعموري» على بُعد 3 كلم عن الطريق الوطني رقم 5 في ولاية البويرة وعلى بعد 3 كلم إلى الجنوب من مدينة الأخضرية، وعلى بعد 2 كلم إلى الجنوب الغربي من الطريق السيار شرق-غرب.
وهذا الموقع الرائع قرب جبال الخشنة وجبال جرجرة يجعل منه موقعا استراتيجيا.
تقع «زاوية معالة» على بعد 55 كلم إلى الشرق من مدينة الجزائر، و30 كلم إلى الجنوب من مدينة بومرداس، و48 كلم إلى الغرب من مدينة تيزي وزو، و30 كلم إلى الشمال الغربي من مدينة البويرة.

## أعلام الزاوية
- سيدي بلعموري.
- بن يوسف بن محمد حماني.
- عيسى عالية.
- مدني المدني.
- نذير بن يوسف بن محمد حماني.

### مواضيع ذات صلة
- المرجعية الدينية الجزائرية
- وزارة الشؤون الدينية الجزائرية
- الحزب الراتب: الحزاب - الباش حزاب - السلكة - الشيخ - المريد - الورد - الوارد
- الزوايا في الجزائر
- الطريقة الرحمانية
- زاوية سيدي بوخروبة
- زاوية الحمامي
- زاوية سيدي سالم بن مخلوف
- زاوية سيدي أمحمد بن عبد الرحمن الأزهري
- زاوية الهامل
- زاوية سيدي بوسحاقي الزواوي
- زاوية أولاد بومرداس
- طريقة صوفية
- صوفية
- تاريخ التصوف
- ولاية البويرة
- دائرة سوق الخميس
- بلدية المقراني
- الولاية التاريخية الرابعة

### فايسبوك
- زاوية سيدي بلعموري  على فيسبوك.

### فيديوهات
- تعريف بـ"زاوية سيدي بلعموري" في بلدية "الحجرة الزرقاء" ضمن "ولاية البويرة" على يوتيوب
- تعريف بـ"زاوية سيدي بلعموري" في بلدية "الحجرة الزرقاء" ضمن "ولاية البويرة" على يوتيوب
- تعريف بـ"زاوية سيدي بلعموري" في بلدية "الحجرة الزرقاء" ضمن "ولاية البويرة" على يوتيوب
- تعريف بـ"زاوية سيدي بلعموري" في بلدية "الحجرة الزرقاء" ضمن "ولاية البويرة" على يوتيوب
- تعريف بـ"زاوية سيدي بلعموري" في بلدية "الحجرة الزرقاء" ضمن "ولاية البويرة" على يوتيوب
- زيارة والي البويرة "مولود شريفي" إلى "زاوية سيدي بلعموري" في بلدية "الحجرة الزرقاء" ضمن "ولاية البويرة" على يوتيوب
- تعريف بزاوية الهامل على يوتيوب
- تعريف بسيدي أمحمد بن عبد الرحمن الأزهري الزواوي على يوتيوب

### وصلات خارجية
- الموقع الرسمي لوزارة الشؤون الدينية والأوقاف الجزائرية